# Ana María Alonso Zarza
Ana María Alonso Zarza (Viñegra de Moraña, Ávila, 1962) es una geóloga española, catedrática en el departamento de Petrología y Geoquímica de la Facultad de Geológicas de la Universidad Complutense de Madrid (UCM) y directora del Instituto Geológico y Minero de España. Es la segunda mujer y la primera geóloga en llegar a la dirección de este organismo tras casi 175 años de historia. Ha sido investigadora del Instituto de Geociencias (IGEO), Centro Mixto CSIC-UCM y presidenta de la Sociedad Geológica de España desde 2016 hasta 2020.

## Trayectoria
Desde muy niña tuvo interés por la geología y con trece años ya tenía su propia colección de minerales. En 1986, recién licenciada, ingresó en el IGEO donde trabajó como becaria. Tras obtener el doctorado en Ciencias Geológicas  por la UCM comenzó a impartir clases, primero como catedrática interina de la Facultad de Ciencias Geológica y a partir de 1993 como profesora titular. En 2012 ganó el concurso de Catedrática de Universidad.
Ha realizado estancias en centros de investigación extranjeros como el Postgraduate Research Institute for Sedimentology, Universidad de Reading (1989-1994); el Department of Geological Sciences, Universidad de Oregón y el Department of Earth and Atmospheric Sciences, Universidad Alberta (1995 y 1996). Posteriormente en las universidades chinas de Lanzhou (2005) y Nanging (2006 y 2015) y, entre 2007 y 2015, en la Universidad de la República del Este del Uruguay, la Universidad Federal de Río de Janeiro, la Universidad de Buenos Aires-CONICET y la Universidad Católica del Norte, en Chile.
Ha sido directora del departamento de Geología Sedimentaria y Cambio Medioambiental del IGEO (2012-2016) y, durante este mismo período, vicepresidenta de la Sociedad Geológica de España, de la que llegó a ser presidenta desde 2016 hasta 2020. 
Alonso Zarza ha simultaneado su trabajo docente con la investigación y con el ejercicio de la divulgación científica. Ha colaborado en más de treinta proyectos en varias instituciones españolas y extranjeras, en muchos de ellos como investigadora principal. Sus líneas de investigación se han centrado principalmente en el estudio de rocas sedimentarias y especialmente de las calizas.También ha participado en estudios sobre conservación del patrimonio geológico, diseño de centros de interpretación y la industria del petróleo. Es autora de más de un centenar de publicaciones, entre artículos y comunicaciones a congresos.
Desde 2020 a 2025 Alonso-Zarza fue directora del Instituto Geológico y Minero de España (IGME). Es la segunda mujer y la primera geóloga en llegar a la dirección de este organismo desde su creación en 1849.
Mujeres y divulgación científica
Su implicación activa en la divulgación de la geología, con el objetivo final de "conseguir que la ciencia sea valorada como cultura", la ha llevado a participar desde 2004 en la Semana de la Ciencia de la Comunidad de Madrid y en la coordinación nacional del Geolodía, una iniciativa de divulgación científica que se celebra cada año para dar a conocer al público general la geología de un determinado lugar y que cuenta con la colaboración de más de 600 docentes e investigadores.
Alonso-Zarza ha contribuido de forma continuada para que las mujeres tengan un papel más destacado en la ciencia y se les reconozcan todas sus aportaciones. Así, en su etapa de vicepresidenta de la Sociedad Geológica creó la comisión Mujeres y Geología con el fin de analizar y fomentar el papel de las profesionales de la geología en los diferentes ámbitos científicos. Desde entonces se hizo cargo de la organización de una mesa redonda en 2008, la realización de un homenaje a las pioneras en Geología, en 2012,  y de la celebración de otras actividades "para visibilizar a las geólogas que han estado ocultas" como fue el reconocimiento a las veteranas, en un acto celebrado en 2016.

## Reconocimientos
- En 2016 recibió la Medalla Walther por su trabajo científico, uno de los mayores reconocimientos internacionales en el área de la geología que concede cada año la Asociación Internacional de Sedimentología (IAS). Era la primera vez que este organismo internacional premiaba a una investigación española.[7][13]
- En 2017 fue nombrada científica del mes por la Asociación de Mujeres Investigadoras y Tecnólogas.[14]